# Nicefor (patriarcha Aleksandrii)
Nicefor (zm. w kwietniu 1645) – prawosławny patriarcha Aleksandrii w latach 1639–1645. Zmarł nagle w kwietniu 1645 r.